# Sobreviviré (novela)
Sobreviviré es una novela del escritor británico David Rees, publicada originalmente con el título de The Milkman's on His Way (El lechero está en camino). Se publicó en 1982 en el Reino Unido y se transformó en un gran éxito editorial, superando los 25.000 ejemplares vendidos. La edición en español fue realizada por la editorial Egales, publicada dentro de su colección Salir del armario.
El libro fue utilizado como ejemplo en el parlamento británico cuando se debatió el Artículo 28, promovido por la entonces primer ministro, Margaret Thatcher, el cual prohibía cualquier tipo de mención a la homosexualidad en las escuelas de dicho país.

## Narrativa
La novela está narrada en primera persona y relata las experiencias personales de Ewan MacRae, un adolescente que va descubriendo sus sentimientos y deseos, y comienza su camino a una identidad gay positiva. 

## Historia
Cuando Ewan Macrae quiso averiguar qué significaban los sentimientos que lo hacían diferente a sus amigos, encontró una primera explicación en un libro que le habían regalado sus padres. Era una especie de manual sobre el desarrollo sexual escrito para adolescentes. En este definían a los homosexuales como enfermos y que estaban condenados a ser siempre infelices e insatisfechos. Sin embargo, añadía, todos los adolescentes atravesaban en algún momento por una etapa homosexual, que era parte del torbellino de esa fase de la vida. No debía preocuparse: un sano interés por las chicas no tardaría en llegar. El muchacho, sin embargo, desconfiaba: no creía que ninguno de sus amigos sintiera las mismas cosas que sentía él.
Ewan estaba por ese entonces cerca de cumplir dieciséis años. Vivía con sus padres en un pueblo costero de Inglaterra, y durante el verano practicaba surf con su amigo Leslie. La maduración sexual de ambos recorría por dentro caminos diferentes y los juegos que compartieron significaron cosas diferentes para cada uno. Ewan comienza a darse cuenta de que es diferente. 
Empieza así de un largo camino hacia la aceptación de su identidad. La aparición de las dudas, la búsqueda de respuestas, el camino de la negación a la afirmación de la propia identidad, las idas y venidas, las primeras experiencias, la salida del armario, los conflictos con la familia, la búsqueda de la independencia adelantada por los acontecimientos, forman parte de un recorrido intenso y a la vez contado con frescura. Ewan va reconociendo sus sentimientos y abriéndose camino en la vida hasta descubrir que no sólo sobrevivirá, sino que también podrá ser feliz.